# Ralf Rangnick
Ralf Rangnick (Backnang, Alemania, 29 de junio de 1958) es un exfutbolista profesional y actual entrenador alemán. Jugaba como centrocampista. Actualmente dirige a la Selección de fútbol de Austria.  
Fue el director deportivo de los equipos que tiene la multinacional Red Bull GmbH en Europa, específicamente el RB Leipzig y Red Bull Salzburgo.

## Biografía
Rangnick comenzó su carrera jugando en el VfB Stuttgart, pero no pudo pasar del VfB Stuttgart II, jugando en las divisiones inferiores. Para demostrar su nivel jugó en varios clubes humildes, incluida una temporada en el equipo amateur inglés del Southwick F.C. mientras estudiaba.
Su primera experiencia en los banquillos fue jugando en el SSV Ulm 1846 en la década de 1980, cuando se convirtió en el entrenador del equipo juvenil. Pasó a ser entrenador/jugador en el club de su ciudad natal el Viktoria Backnang, entonces conocido como, TSV Lippoldsweiler. Después de colgar las botas, fue entrenador del SC Korb en 1988, permaneciendo durante dos temporadas antes de volver al VfB Stuttgart ahora entrenado al segundo equipo en el que se inició como jugador.
Rangnick continuó en el VfB Stuttgart, compaginando el cargo del equipo amateur y del de los juveniles, a inicios de la década de 1990, antes fichar por el SSV Reutlingen de la Regionalliga Sur en 1995. Llevó al club al 4.º puesto en su primera temporada, y comenzaron la siguiente campaña de un modo brillante, con el club en puestos de promoción de ascenso en Navidad. Rangnick no finalizó la temporada con el equipo porque fichó por su exequipo, el SSV Ulm 1846 en enero de 1997.
El SSV Ulm 1846 también jugaba en la Regionalliga Sur, y, aunque Rangnick sólo puede acabar en 6.º lugar al final de la temporada 1996/97, el año siguiente ganó la liga. Rangnick consiguió que el club se adaptase bien a la 2. Bundesliga y el SSV Ulm 1846 luchó fuerte por conseguir la promoción.

### Llegada al VfB Stuttgart
Sin embargo, durante el parón de invierno, firmó un acuerdo para dirigir al VfB Stuttgart en la temporada siguiente. Se suponía que iba a permanecer en secreto hasta el final de la temporada, pero en febrero se filtró y fue algo público. Esto provocó malestar, sobre todo porque el equipo comenzó a perder puestos en la clasificación, y a finales de marzo, Rangnick dejó prematuramente el cargo y tomó el control del Stuttgart a falta de cinco jornadas para el final de liga.
Rangnick ahora entrenador del primer equipo en el club que en el que había estado como jugador y como entrenador de las categorías inferiores. Su primera temporada completa en la Bundesliga fue en la 1999/00 que acabó con el equipo en la muy respetable 8.ª posición, pero la temporada siguiente fue mucho más dura. A pesar de alcanzar las semifinales de la DFB Pokal 2000/01 y la ronda de 1/16 en la Copa de la UEFA (a través de la Intertoto). La trayectoria en liga fue mediocre y llegó a puestos de descenso a mitad de temporada. Tras la salida de competición europea, el VfB Stuttgart despidió a Rangnick en febrero de 2001.

### Hannover 96
La siguiente temporada, Rangnick se hizo cargo del Hannover 96, que estaba en la 2. Bundesliga. Su primera temporada fue un completo éxito, porque se proclamaron campeones y ascendieron a la Bundesliga después de 13 años de ausencia. Su primera temporada en la máxima categoría consiguió consolidar al equipo con un 11.º puesto final, pero en la segunda mitad de la temporada 2003/04, Rangnick fue despedido después de una derrota 0-1 ante el Borussia Mönchengladbach en marzo de 2004.

### FC Schalke
Después de no ser elegido como ayudante del seleccionador de Alemania, cargo que recayó en Joachim Löw; Rangnick fue contratado por FC Schalke 04, después que Jupp Heynckes se marchara a las pocas semanas de la temporada 2004/05. Rangnick tuvo una nueva oportunidad de disputar una competición europea, ya que el club se clasificó para la Copa de la UEFA vía Intertoto. Dirigió la fase de grupos, pero fueron eliminados por el Shakhtar Donetsk. En la DFB-Pokal, se obtuvo más éxito, dado que Rangnick llevó el equipo hasta la final, donde cayó 2-1 ante el Bayern de Múnich. Un Bayern que también ganó la Liga en la que el Schalke fue subcampeón.
La siguiente temporada empezó bien con la "venganza" de Rangnick, ganando a su antiguo club, el VfB Stuttgart por 1-0 para levantar la Ligapokal. El segundo lugar en la liga del año anterior dio como lugar la clasificación para la 2005/06 UEFA Champions League, la primera vez para Rangnick en la prestigiosa competición. Sin embargo, el equipo no avanzó más allá de la fase de grupos, y estaba a 10 puntos del líder de la Bundesliga, además de la desastrosa eliminación por 0-6 en la DFB Pokal ante el Eintracht Frankfurt. Poco antes de las vacaciones de invierno, el club despidió a Rangnick.

### El Hoffenheim, un sueño hecho realidad
Rangnick tuvo que bajar varias divisiones para hacerse cargo de su próximo club, cuando fichó por el 1899 Hoffenheim de la Regionalliga Sur para la temporada 2006/07. Una vez más, demostró sus habilidades en esta categoría, ya que el equipo ganó la promoción de ascenso, por lo que la temporada 2007/08 sería la primera vez en la historia en disputar la 2. Bundesliga. La temporada 2007/08 en la 2. Bundesliga fue breve: un segundo lugar en la clasificación hizo que el Hoffenheim y Rangnick consiguieran disputar la Bundesliga la temporada 2008/09. 
Ya en la máxima categoría del fútbol alemán, el Hoffenheim llegó a liderar durante buena parte de la Bundesliga 2008/09, pero una derrota ante el Bayern de Múnich fue el comienzo de una mala racha que arrastró al equipo fuera de los puestos que daban acceso a competiciones europeas.
El 1 de enero de 2011, Rangnick dimitió como técnico del Hoffenheim. La venta de Luiz Gustavo al Bayern de Múnich, de la que no fue informado, fue la razón por la que abandonó el club.

### Vuelta al Schalke 04
En marzo de 2011, el FC Schalke 04 volvió a contratar a Rangnick como técnico, tras la destitución de Felix Magath. El equipo de Gelsenkirchen ganó la Copa de Alemania y llegó a semifinales de la Liga de Campeones, pero Ralf dimitió apenas comenzada la Bundesliga 2011/12.

### RB Leipzig
En la temporada 2015-16, dirigió al RB Leipzig y logró ascenderlo a la Bundesliga, aunque desde 2012 se encontraba vinculado como director deportivo del Leipzig y del Red Bull Salzburgo de Austria, los equipos de la multinacional de bebidas energizantes en Europa. Posteriormente, continuó su trabajo como director deportivo de los dos clubes, regresando al banquillo del RB Leipzig 2 años después. Llevó al equipo a la 3.ª posición en la Bundesliga y a la final de la DFB-Pokal, que perdería contra el Bayern Múnich, antes de abandonar el banquillo, continuando su labor en la dirección deportiva.

### Lokomotiv de Moscú
El 6 de julio de 2021, Rangnick se incorporó al FC Lokomotiv Moscú en calidad de director deportivo y de desarrollo.

### Manchester United
Aunque inicialmente la junta directiva había decidido darle al entrenador interino Michael Carrick una serie de encuentros mientras buscaba reemplazos, Rangnick rápidamente emergió como el candidato destacado durante las entrevistas y fue nombrado entrenador interino hasta el final de la temporada el 29 de noviembre de 2021.United terminó la temporada en sexto lugar con 58 puntos, el peor récord total de puntos en su historia de la Premier League. Finalmente, el club decidió que no continuaría con su función de asesor debido a las exigencias de su nuevo puesto en la selección de Austria.

### Seleccionador de Austria
El 29 de abril de 2022, fue presentado como nuevo seleccionador de Austria.En octubre de 2023, obtuvo la clasificación a la Eurocopa 2024 luego de derrotar a Azerbaiyán por 1-0.En dicha competencia, alcanzó los octavos de final donde el seleccionado europeo quedó eliminado ante Turquía después de perder por 2-1.

## Estadísticas como entrenador
| Club                 | País       | Año           | P   | PG  | PE  | PP  | Rendimiento |
| -------------------- | ---------- | ------------- | --- | --- | --- | --- | ----------- |
| FC Viktoria Backnang | Alemania   | 1983 - 1985   | ?   | ?   | ?   | ?   | ?           |
| VfB Stuttgart II     | Alemania   | 1985 - 1987   | 70  | 28  | 16  | 26  | 47.62%      |
| TSV Lippoldsweiler   | Alemania   | 1987 - 1988   | ?   | ?   | ?   | ?   | ?           |
| SC Korb              | Alemania   | 1988 - 1990   | ?   | ?   | ?   | ?   | ?           |
| VfB Stuttgart        | Alemania   | 1990 - 1994   | ?   | ?   | ?   | ?   | ?           |
| SSV Reutlingen 05    | Alemania   | 1995 - 1996   | 51  | 26  | 12  | 13  | 58.82%      |
| SSV Ulm 1846         | Alemania   | 1997 - 1999   | 75  | 36  | 18  | 21  | 56%         |
| VfB Stuttgart        | Alemania   | 1999 - 2001   | 86  | 36  | 16  | 34  | 48.06%      |
| Hannover 96          | Alemania   | 2001 - 2004   | 98  | 44  | 22  | 32  | 52.38%      |
| FC Schalke 04        | Alemania   | 2004 - 2005   | 65  | 36  | 15  | 14  | 63.07%      |
| TSG 1899 Hoffenheim  | Alemania   | 2006 - 2011   | 166 | 79  | 43  | 44  | 56.22%      |
| FC Schalke 04        | Alemania   | 2011          | 23  | 10  | 3   | 10  | 47.83%      |
| RB Leipzig           | Alemania   | 2015 - 2016   | 36  | 21  | 7   | 8   | 64.81%      |
| RB Leipzig           | Alemania   | 2018 - 2019   | 52  | 29  | 13  | 10  | 64.1%       |
| Manchester United    | Inglaterra | 2021-2022     | 31  | 11  | 12  | 8   | 48.38%      |
| Selección de Austria | Austria    | 2022-presente | 37  | 21  | 7   | 9   | 63.07%      |
| Total                | Total      | Total         | 786 | 375 | 182 | 229 | 55.43%      |

## Palmarés

### Títulos nacionales
|                             | Club          | País     | Año  |
| --------------------------- | ------------- | -------- | ---- |
| Copa de la Liga de Alemania | FC Schalke 04 | Alemania | 2005 |
| Copa de Alemania            | FC Schalke 04 | Alemania | 2011 |
| Supercopa de Alemania       | FC Schalke 04 | Alemania | 2011 |

### Otros logros
- Ascenso a la Bundesliga: 2002 con el Hannover 96.
- Subcampeonato de la Bundesliga: 2005 con el FC Schalke 04.
- Ascenso a la Bundesliga: 2008 con el TSG 1899 Hoffenheim.
- Ascenso a la Bundesliga: 2016 con el RB Leipzig.

## Curiosidades
Debido a una aparición en un programa de la ZDF el 19 de diciembre de 1998, donde explicó con detalle en una pizarra las tácticas de juego, se le conoce en los medios de comunicación como el "Profesor Fútbol".
Con Ralf Rangnick el VfB Stuttgart gestionó la hazaña de ganar 3 partidos al Bayern de Múnich en 12 meses en 2 temporadas consecutivas (1999/2000 y 2000/01).
Ganó con el VfB Stuttgart en la temporada 1999/2000 con un 1:0 (V) y 2:0 (L) en contra de los bávaros en la temporada 2000/01 2:0 (L); este juego tuvo lugar exactamente 344 días después 1-0 VfB éxito en Múnich.
Más tarde como entrenador del FC Schalke 04 repitió victorias ante los bávaros en la temporada 2004/05, por 1:0 (L), 1:0 (V).
Es uno de los pocos entrenadores, que hasta la fecha ha logrado con diversos equipos cosechar los 6 puntos contra el Bayern de Múnich en una temporada.
También consiguió en un año, el paso de la regional a la Bundesliga. Estos clubes fueron el SSV Ulm 1846 en la temporada 1998-99 -, aunque durante el ascenso, ya no era el entrenador -, así como con el 1899 Hoffenheim en la temporada 2007/08.